# 370-та піхотна дивізія (Третій Рейх)
370-та піхотна дивізія (Третій Рейх) (нім. 370. Infanterie-Division) — піхотна дивізія Вермахту, що входила до складу німецьких сухопутних військ у роки Другої світової війни. Дивізія сформована на території окупованої Франції, згодом перекинута до південної України. Билася на Східному фронті на південному фланзі німецько-радянської війни, бої на Північному Кавказі, Кубані, на півдні України та в Молдові. Знищена в боях з радянськими військами у серпні 1944 року в ході Другої Яссько-Кишинівської битви.

## Історія
370-та піхотна дивізія розпочала процес формування 17 лютого 1942 року в Реймсі на території окупованої Франції в ході 19-ї хвилі мобілізації Вермахту. Головним завданням дивізії було виконання окупаційних функцій у районі Реймс, Сюїпп, Маї-ле-Кам, Еперне. У червні 1942 року з'єднання передислоковане на Східний фронт, прибувши залізницею у район Горлівка, Артемівськ, Костянтинівка, де увійшла до складу 17-ї польової армії генерал-полковника Ріхарда Руоффа.
У липні дивізія в ході стратегічного німецького наступу в південній Росії перейшла в наступ на ростовському напрямку; бої в районі Пролетарськ, Троїцьке, Ремонтне, Еліста, Кизляр. У вересні брала участь у спробі військ вермахту прорватися на малгобецькому напряму, билася проти радянських військ Північної групи військ Закавказького фронту генерал-лейтенанта Масленникова І. І. в районі Терек, Заманкул, Нижній Курп.
З жовтня 1942 року 370-та піхотна дивізія перейшла до оборони у передгір'ї Кавказу, а після початку радянського контрнаступу відступала до П'ятигорська і далі з боями відходила до Краснодара, де вела оборонні бої на північному фасі. Згодом її підрозділи, зазнавши певних втрат відійшли до Кубанського плацдарму, де оборонялися до вересня 1943 року.
Після розгрому німецького угруповання на Північному Кавказі дивізію через Крим вивели з фронту та зосередили поблизу Мелітополя. Оборонні бої, відхід на позиції поблизу Херсона. З жовтня 1943 до березня 1944 року оборона правого берега Дніпра, але з початком радянського наступу на цьому напрямку, дивізія відступали далі на захід до північної Молдови та Румунії. Брала участь у запеклих боях, проти першої спроби радянських військ силами 2-го та 3-го Українських фронтів прорватися в Румунію.
Влітку 1944 вела оборонні бої в Румунії та Молдові. У серпні, з початком масштабної другої спроби Червоної армії прорватися на південному фланзі німецько-радянського фронту, 370-та піхотна дивізія була вщент розгромлена й фактично припинила існування. Рештки формування пішли на доукомплектування 76-ї піхотної дивізії та повторне формування 15-ї піхотної дивізії. Офіційно 370-та піхотна дивізія розформована 9 жовтня 1944 року.

## Райони бойових дій
- Франція (лютий — червень 1942);
- СРСР (південний напрямок) (червень 1942 — жовтень 1944)

## Командування

### Командири
- генерал-лейтенант Ернст Клепп (нім. Ernst Klepp) (1 квітня — 15 вересня 1942);
- генерал-лейтенант Фріц Беккер (нім. Fritz Becker) (15 вересня — 15 грудня 1942);
- генерал-лейтенант Еріх фон Боген (нім. Erich von Bogen) (15 грудня 1942 — 20 січня 1943);
- генерал-лейтенант Фріц Беккер (20 січня — 1 травня 1943);
- генерал-лейтенант Герман Беме (нім. Hermann Böhme) (1 травня — 7 вересня 1943);
- генерал-лейтенант Фріц Беккер (7 вересня 1943 — 1 червня 1944);
- генерал-лейтенант граф Бото фон Гюльзен (нім. Botho Graf von Hülsen) (1 червня — 3 вересня 1944, узятий у полон).

### Підпорядкованість
| Час         | Корпус                        | Армія                         | Група армій (округ)            | Штаб             |
| ----------- | ----------------------------- | ----------------------------- | ------------------------------ | ---------------- |
| 1942        |                               |                               |                                |                  |
| 24 квітня   | формування                    | формування                    | 1 А                            | Реймс            |
| 9 травня    | —                             | 7 А                           | Група армій «D»                | північна Франція |
| 22 травня   | XXV ак                        | 7 А                           | Група армій «D»                | північна Франція |
| 18 червня   | перекидання                   | перекидання                   | перекидання                    | Південна Україна |
| 21 червня   | Група Шведлера                | 17 А                          | Група армій «Південь»          | Південна Україна |
| 2 липня     | LII ак                        | 17 А                          | Група армій «Південь»          | Міус             |
| серпень     | LII ак                        | 17 А                          | Група армій «A»                | Ростов-на-Дону   |
| 23 вересня  | III тк                        | 1-ша ТА                       | Група армій «A»                | Північний Кавказ |
| 7 листопада | LII ак                        | 1-ша ТА                       | Група армій «A»                | Північний Кавказ |
| 1943        |                               |                               |                                |                  |
| 1 січня     | LII ак                        | 1-ша ТА                       | Група армій «A»                | Північний Кавказ |
| 4 січня     | III тк                        | 1-ша ТА                       | Група армій «A»                | Північний Кавказ |
| 22 січня    | LII ак                        | 17 А                          | Група армій «A»                | Краснодар        |
| 3 березня   | XXXXIX гк                     | 17 А                          | Група армій «A»                | Кубань           |
| 9 жовтня    | XXIX ак                       | 6 А                           | Група армій «A»                | Херсон           |
| 12 жовтня   | XXXXIV ак                     | 6 А                           | Група армій «A»                | Херсон           |
| 23 грудня   | Командування «Західна Таврія» | Командування «Західна Таврія» | Командування «Західна Таврія»  | Херсон           |
| 30 грудня   | XXXXIV ак                     | 6 А                           | Група армій «A»                | Миколаїв         |
| 1944        |                               |                               |                                |                  |
| січень      | XXXXIV ак                     | 3 А (Румунія)                 | Група армій «A»                | Миколаїв         |
| березень    | LXXII ак                      | 6 А                           | Група армій «A»                | Миколаїв         |
| квітень     | XXXXVII тк                    | 8 А                           | Група армій «Південна Україна» | Келераш          |
| травень     | VII ак                        | 8 А                           | Група армій «Південна Україна» | Сіпотень         |
| червень     | VII ак                        | 6 А                           | Група армій «Південна Україна» | Сіпотень         |
| серпень     | VII ак                        | 6 А                           | Група армій «Південна Україна» | Сіпотень         |

### Склад
| 1942                                | 1944                       |
| ----------------------------------- | -------------------------- |
| 666-й піхотний полк                 | 666-й гренадерський полк   |
| 667-й піхотний полк                 | 667-й гренадерський полк   |
| 668-й піхотний полк                 | 668-й гренадерський полк   |
| 370-й артилерійський полк           |                            |
| 370-та запасна рота                 | 370-й запасний батальйон   |
| —                                   | 370-й фузилерний батальйон |
| 370-й інженерний батальйон          |                            |
| 370-й дивізійний батальйон зв'язку  |                            |
| Управління постачання 370-ї дивізії |                            |
| Санітарна служба 370-ї дивізії      |                            |